# Sumberjaya (Tempuran)
Sumberjaya is een bestuurslaag in het regentschap Karawang van de provincie West-Java, Indonesië. Sumberjaya telt 5520 inwoners (volkstelling 2010).